# Titanic (album Francesco De Gregori)
Titanic è l'ottavo album in studio del cantautore italiano Francesco De Gregori, pubblicato nel 1982 dalla RCA Italiana.

## Descrizione
Durante i tre anni che separano questo disco dal precedente, De Gregori aveva elaborato un progetto duplice: da un lato, musicalmente, voleva portare avanti il discorso del recupero della tradizione popolare italiana (accennato in Terra e acqua da Viva l'Italia), mentre per quel che riguarda l'aspetto tematico voleva scrivere un concept album che affrontasse il problema dell'apocalisse, del disastro incombente sull'umanità.
È appunto con questi obiettivi che l'artista sviluppa la trilogia dedicata al Titanic, la famosissima nave passeggeri britannica affondata a causa della collisione con un iceberg il 15 aprile 1912, che nel disco diventa una metafora dell'umanità che, divisa in classi, si dirige verso il disastro; l'idea di adoperare proprio questa metafora era nata nel cantautore dopo la lettura del volume di Hans Magnus Enzensberger L'affondamento del Titanic. Anche in altre canzoni riaffiora questo tema apocalittico: basti pensare a 150 stelle, con le bombe che vengono lanciate e che «nessuno se le aspettava», o a San Lorenzo, ricordo del bombardamento del 19 luglio 1943 avvenuto nel noto quartiere romano ad opera degli alleati.
Musicalmente il recupero della tradizione folk è evidente in L'abbigliamento di un fuochista, ballata sull'emigrazione cantata insieme a Giovanna Marini, in I muscoli del capitano, in cui la musica cita esplicitamente il noto canto popolare Il tragico naufragio della nave Sirio, ed infine in Caterina, canzone dedicata alla folksinger Caterina Bueno, di cui De Gregori era stato chitarrista in un tour nel 1971.
Il disco venne registrato presso lo studio Quattro 1 della RCA a Roma, nei mesi di aprile e maggio 1982, e venne pubblicato il mese successivo. Gli arrangiamenti sono opera di De Gregori, con la fattiva collaborazione di alcuni dei musicisti che suonano nell'album (per la precisione Locasciulli, Manusso e Caporello).
La copertina, disegnata da Peter Quell, è basata sulla foto di un merluzzo su un piatto in un frigorifero accanto a un limone tagliato fatta da De Gregori e colorata dall'artista italo-americano, mentre quelle presenti all'interno che raffigurano i musicisti sono state scattate da Armando Manni.

## Accoglienza
Il disco ebbe un buon successo, restando in classifica per 23 settimane ed arrivando fino alla seconda posizione; infatti solo nel primo mese l'album vendette più di 100 000 copie. Dall'album non venne tratto nessun 45 giri.
Anche la critica espresse un unanime giudizio positivo, esprimendosi in questi termini: «Con Titanic De Gregori ha compiuto il miracolo: è riuscito a fondere, e nel modo più convincente, la tradizione "leggera" (nella sua accezione migliore: quella dei cantautori) con la tradizione "militante" (a livello più alto e più puro: quello del canto popolare)».

## I brani

### Belli capelli
È l'unica canzone d'amore dell'album; musicalmente è una ballata acustica, sorretta dal violino di Carlo Siliotto.

### Caterina

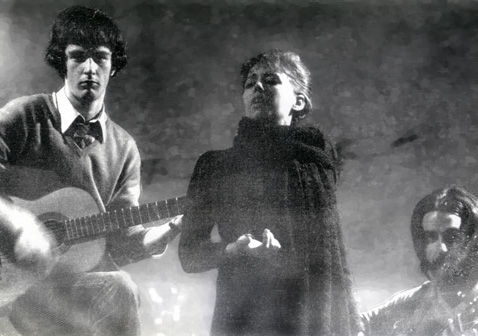
Francesco De Gregori, Caterina Bueno e Antonio De Rose durante un concerto nel 1971

Una delle canzoni più famose del disco, è una ballata in cui De Gregori suona l'armonica a bocca, dedicata alla folksinger fiorentina Caterina Bueno con cui il cantautore era stato in tour nel 1971, insieme al chitarrista Antonio De Rose.
Nel testo viene citata anche una canzone tradizionale toscana incisa dalla Bueno: i versi «e cinquecento catenelle che si spezzano in un secondo» rimandano a «e cinquecento catenelle d'oro / hanno legato lo tuo cuore al mio / e l'hanno fatto tanto stretto il nodo / che non si scioglierà né te né io» cantati dalla cantautrice toscana.
Talvolta, in concerto, De Gregori cambiava il verso finale «sopra i tetti di Firenze per poterti conquistare» in «per poterti consolare». Ovviamente, dopo aver chiesto un parere alla Bueno, ciò non è più avvenuto.
Dopo la morte dell'amica De Gregori ha cantato «per poterti ricordare».
È stata anche inserita nei dischi dal vivo Musica leggera del 1990 e Bootleg del 1994, ed in quest'ultimo disco il cantautore introduce il brano dicendo «Questa prossima che faccio adesso parla di una donna che amo, si chiama Caterina».

### La leva calcistica della classe '68
Canzone scritta nel 1980, racconta la storia di un provino effettuato in tale anno presso una squadra di calcio da un ragazzo di dodici anni (nato appunto nel 1968, da cui il titolo) con il cuore pieno di paura; musicalmente ha una melodia molto simile (in determinate parti pressoché identica) ad una canzone di Elton John del 1970, The Greatest Discovery, e nel finale strumentale cita la canzone Vento nel vento di Lucio Battisti.

La canzone è stata poi inserita da Gabriele Salvatores nella colonna sonora del film del 1989 Marrakech Express, su sollecitazione di Diego Abatantuono, come ha dichiarato lo stesso regista:
 Nel 1997 Aldo, Giovanni e Giacomo chiesero a De Gregori di poter inserire tale brano nella colonna sonora del loro film Tre uomini e una gamba, impiegandola nella scena della partita di calcio sulla spiaggia, che omaggiava la pellicola di Salvatores, ma il cantautore negò loro il consenso; i tre comici ripiegarono quindi sul brano Che coss'è l'amor di Vinicio Capossela.
Nel 2010 i Nomadi ne hanno realizzato una cover, inserita nell'album Raccontiraccolti.

### L'abbigliamento di un fuochista
È la prima canzone della trilogia del Titanic, ed è una ballata che si richiama alla tradizione popolare, raccontando una storia di emigrazione attraverso il doloroso dialogo madre-figlio sullo sfondo della tragedia; eseguita insieme a Giovanna Marini, verrà reincisa dai due nel disco in comune Il fischio del vapore.
In La donna cannone, De Gregori inserirà una canzone, "La ragazza e la miniera", immaginando le vicende del fuochista una volta arrivato in America («Mamma chissà se valeva la pena/ fare tanta strada e arrivare qua....»).

### Titanic

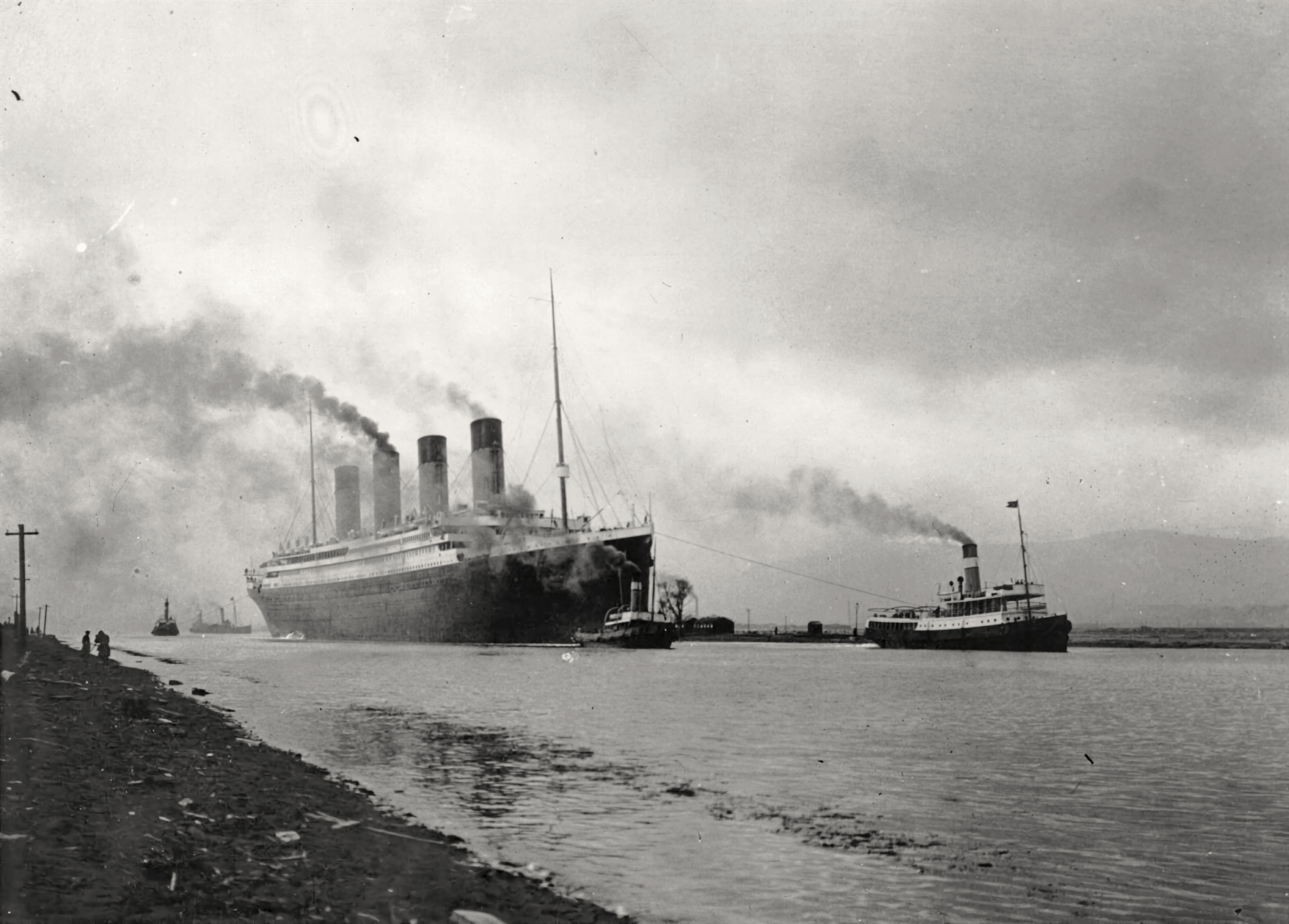
Il Titanic (a sinistra) fotografato il 2 aprile 1912, otto giorni prima di salpare per il suo unico viaggio e dodici giorni prima di affondare

La seconda canzone della trilogia, che dà il titolo al disco, è quella dove è più evidente la metafora sociale, con la divisione in classi che accomuna la nave alla società; numerose nel testo le allusioni all'iceberg che affonderà la nave: «e con il ghiaccio dentro al bicchiere / faremo un brindisi tintinnante» [...] «ci sembra quasi che il ghiaccio che abbiamo nel cuore / piano piano si vada a squagliare» [...] «forse per via di quegli occhi di ghiaccio / così difficili da evitare».
Musicalmente ha un arrangiamento molto vivace ed orecchiabile con influssi sudamericani, e che nella parte ritmica ricorda Buenos Aires, brano presente nell'album precedente, Viva l'Italia.

### I muscoli del capitano
È il brano conclusivo della trilogia (in realtà in Scacchi e tarocchi il cantautore inserirà una canzone, Tutti salvi, che continua la narrazione delle vicende della nave).
L'inciso strumentale della canzone è una citazione de Il tragico naufragio della nave Sirio, canto popolare che faceva parte del repertorio di Caterina Bueno (vedi Caterina); il testo della canzone ha ispirato Pablo Echaurren per la realizzazione di una storia a fumetti.
In alcuni versi della canzone:
«La nave è fulmine, torpedine, miccia / scintillante bellezza, fosforo e fantasia / molecole d'acciaio, pistone, rabbia, / guerra, lampo e poesia / E in questa notte elettrica e veloce / in questa croce di novecento / il futuro è una palla di cannone accesa / e noi lo stiamo quasi raggiungendo»

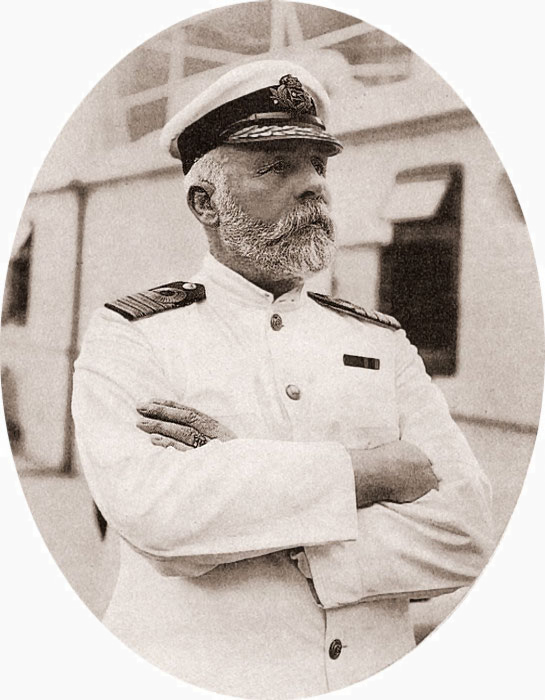
Il capitano del RMS Titanic Edward John Smith

vi sono chiarissimi riferimenti al tipo di linguaggio e alle suggestioni poetiche del futurismo, movimento culturale sviluppatosi proprio nel periodo dell'affondamento del Titanic, versi inseriti da De Gregori per sottolineare proprio la incondizionata fiducia della società dell'epoca nei confronti del progresso e della tecnologia, che verrà poi tragicamente smentita dalla realtà dei fatti.
Proprio nelle parole finali che il capitano rivolge al mozzo di bordo, e che chiudono la canzone, “andiamo avanti tranquillamente”, c'è tutta l'amara ironia nei confronti della visione ottimistica e presuntuosa di un futuro segnato dal progresso tecnologico, che di lì a poco si infrangerà nelle grandi tragedie del '900, la prima delle quali sarà il disastro del celebre piroscafo inglese.
Nel 1999 Fiorella Mannoia ne ha realizzato una cover nell'album dal vivo Certe piccole voci.

### Centocinquanta stelle
Canzone rock, metafora della guerra e dei bombardamenti.

### Rollo & His Jets
Divertente brano di rock'n'roll, arricchito dai fiati di Sal Genovese e Gianni Oddi; il testo racconta gli anni '50, con una delle orchestre tipiche di quegli anni; inoltre viene citata la celebre trasmissione radiofonica "Il Discobolo", condotta da Salvatore Biamonte e Vincenzo Micocci alla fine degli anni '50. Nel testo ci sono due riferimenti al "bassista mezzo messicano soprannominato chicco di caffè" (Peppe Caporello) e al "chitarrista con quel nome strano" (Marco Manusso) riferito ai suoi due musicisti che avevano suonato sul disco. Gli arrangiamenti dei fiati sono di Peppe Caporello che chiese come ricompensa un paio di Superga bianche.

### San Lorenzo

«....Cadevano le bombe a San Lorenzo, e un uomo stava a guardare la sua mano,»: Pio XII

Il brano conclusivo è suonato dal solo De Gregori al pianoforte, e rientra nel filone tipico di alcuni suoi brani, quello che descrive episodi emblematici della storia, come ad esempio "1940" da Alice non lo sa o, anni dopo, "Il cuoco di Salò" in Amore nel pomeriggio.

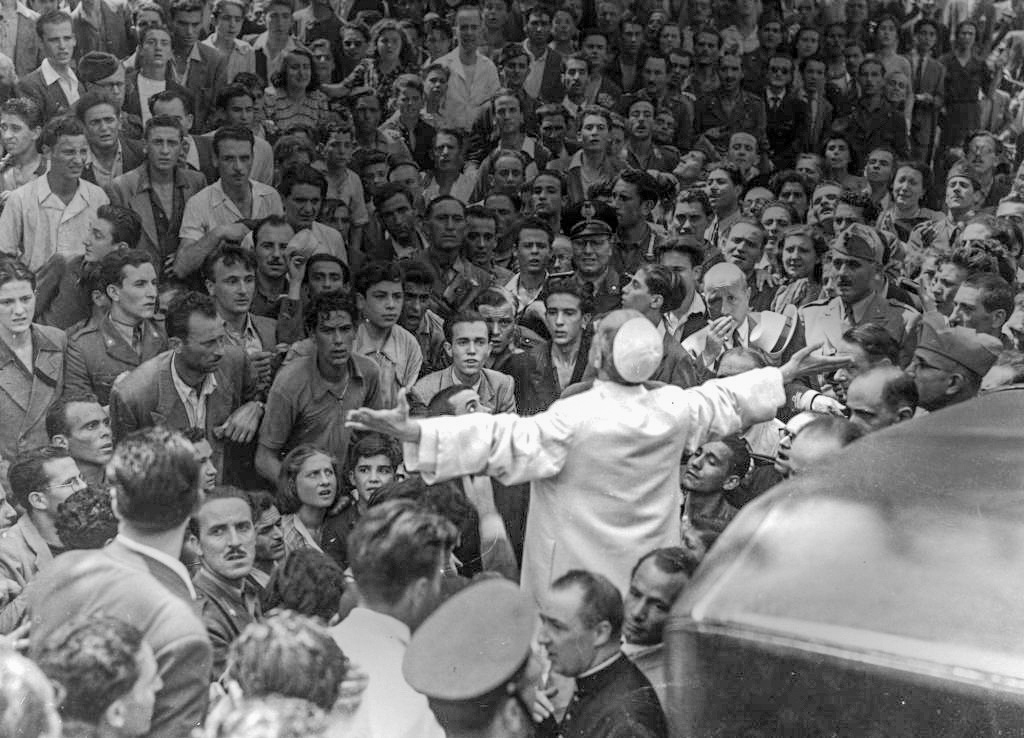
Pio XII in piazza San Giovanni in Laterano, il 13 agosto 1943.

Racconta uno dei bombardamenti più feroci subiti dalla città di Roma, avvenuto alle 11 di mattina del 19 luglio 1943 sul noto quartiere San Lorenzo ad opera degli alleati («Cadevano le bombe come neve/ il 19 luglio a San Lorenzo»).
Nella seconda strofa viene ricordata la visita che il papa Pio XII fece alle popolazioni colpite il giorno dopo («E il papa la mattina da San Pietro/ uscì tutto da solo tra la gente,/ e in mezzo a San Lorenzo spalancò le ali:/ sembrava proprio un angelo con gli occhiali»). Il verso fa riferimento a una famosa fotografia che immortala Pio XII con le braccia spalancate e lo sguardo rivolto al cielo, che però non fu scattata il 19 luglio, come per decenni si è pensato, ma davanti alla basilica di san Giovanni in Laterano, dopo il secondo bombardamento sulla capitale, avvenuto il 13 agosto del 1943.
Il verso «Oggi pietà l'è morta, ma un bel giorno rinascerà» cita il noto canto partigiano "Pietà l'è morta", scritto dal cuneese Nuto Revelli.
È stata presentata da De Gregori inizialmente solamente nei tour del 1982 e del 1983; poi è stata riproposta nei tour estivi di 2011 e 2012 insieme ad Ambrogio Sparagna da cui è stato tratto un album dal vivo denominato Vola vola vola.

## Tracce
Lato A
Testi e musiche di Francesco De Gregori.
1. Belli capelli – 3:29
2. Caterina – 4:03
3. La leva calcistica della classe '68 – 4:19
4. L'abbigliamento di un fuochista – 4:20

Durata totale: 16:11
Lato B
Testi e musiche di Francesco De Gregori.
1. Titanic – 4:16
2. I muscoli del capitano – 4:03
3. Centocinquanta stelle – 3:25
4. Rollo & His Jets – 2:30
5. San Lorenzo – 4:17

Durata totale: 18:31

## Formazione
- Francesco De Gregori – voce, chitarra acustica (traccia 1), armonica (traccia 2), sintetizzatore (traccia 3), pianoforte (traccia 9)
- Marco Manusso – chitarra acustica, chitarra elettrica, pedal steel guitar
- Peppe Caporello – basso
- Mimmo Locasciulli – pianoforte, organo Hammond
- Chris Whitten – batteria (tracce 1, 5, 6 e 7)
- Alfredo Minotti – batteria (tracce 2 e 8), tamburello (traccia 4), congas
- Luciano Torani – sintetizzatore (tracce 3 e 4)
- Massimo Buzzi – batteria (traccia 3)
- Giovanna Marini – voce (traccia 4)
- Carlo Siliotto – violino
- Sal Genovese – sassofono tenore (traccia 8)
- Gianni Oddi – sassofono contralto (traccia 8)